# Plectroglyphidodon
Plectroglyphidodon – rodzaj morskich ryb okoniokształtnych z rodziny garbikowatych. Niektóre gatunki hodowane w akwariach słonowodnych.

## Klasyfikacja
Gatunki zaliczane do tego rodzaju:

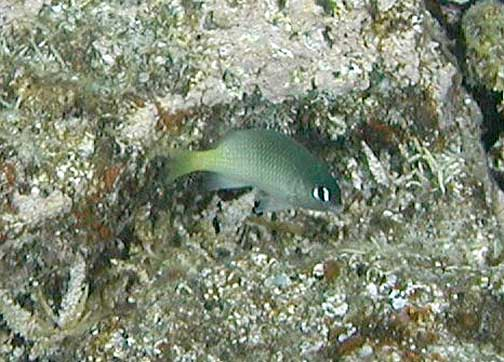
Plectroglyphidodon dickii
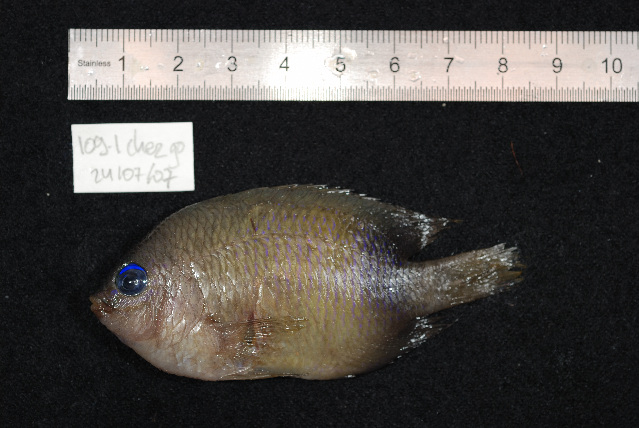
Plectroglyphidodon flaviventris
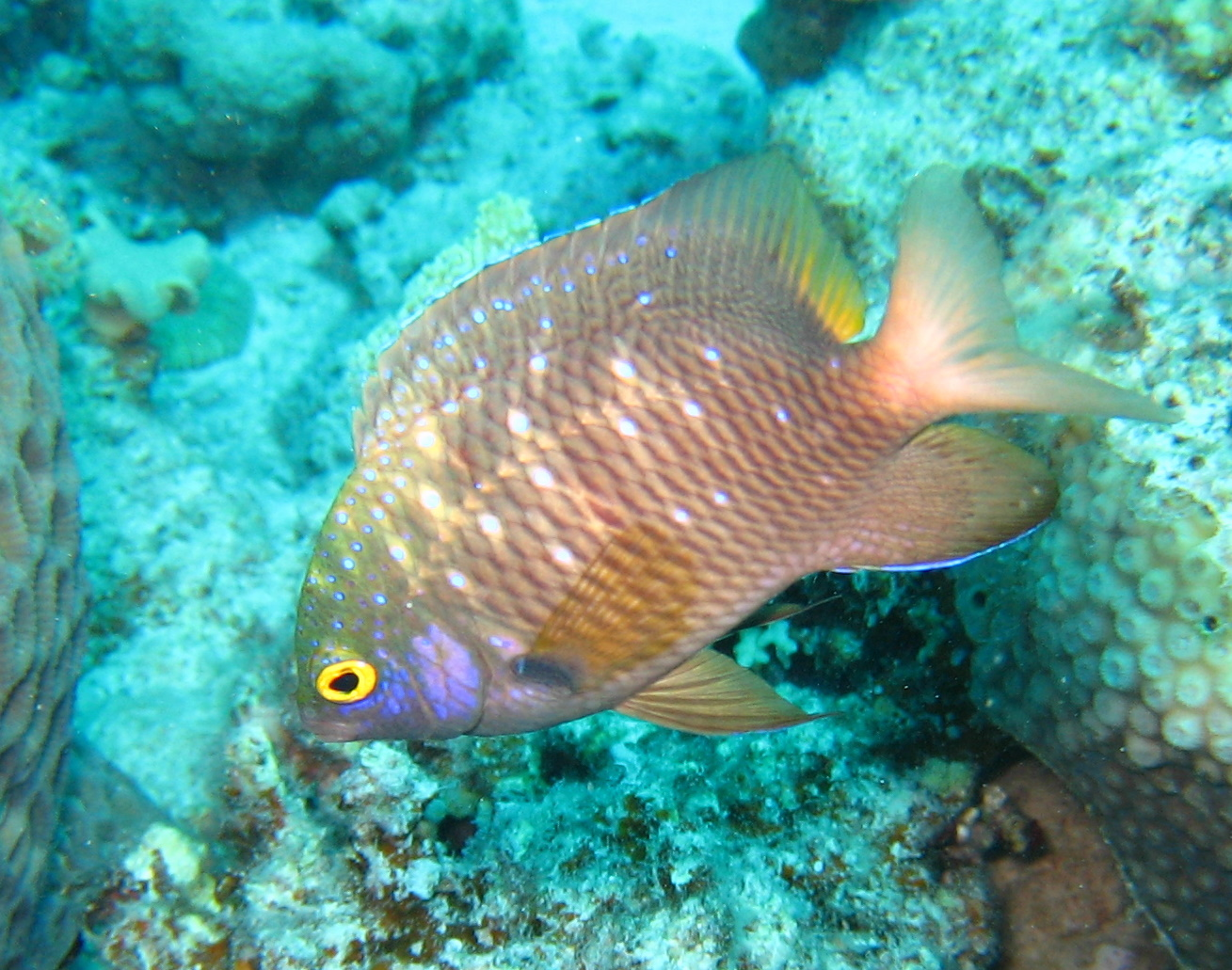
Plectroglyphidodon imparipennis
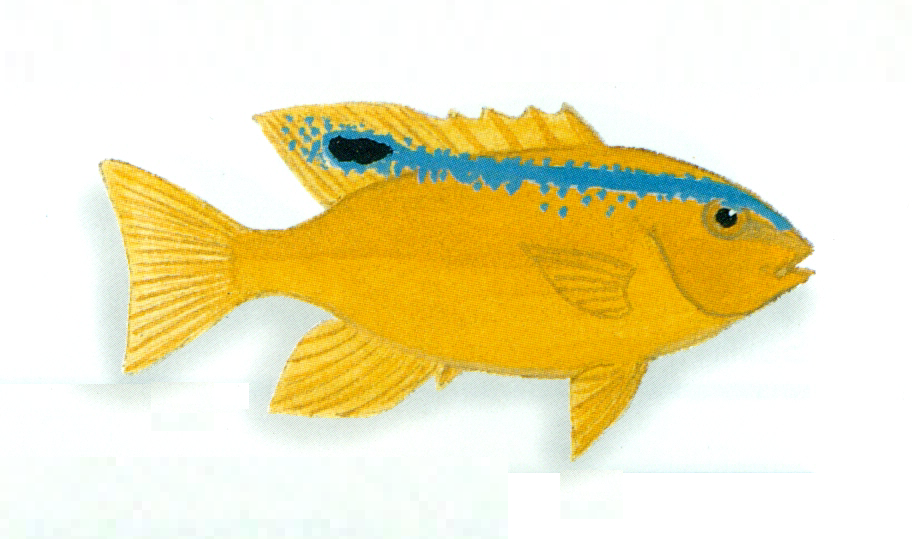
Plectroglyphidodon johnstonianus
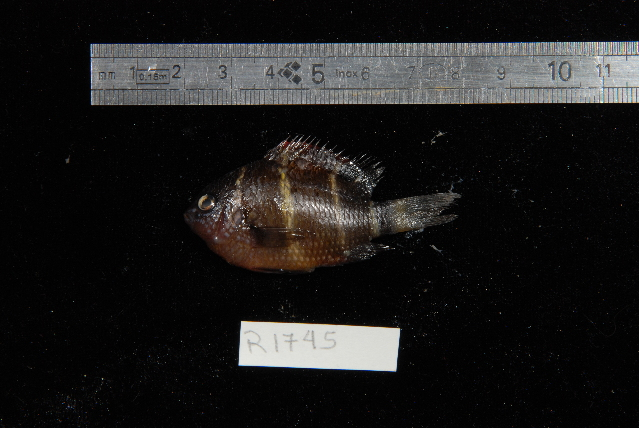
Plectroglyphidodon lacrymatus
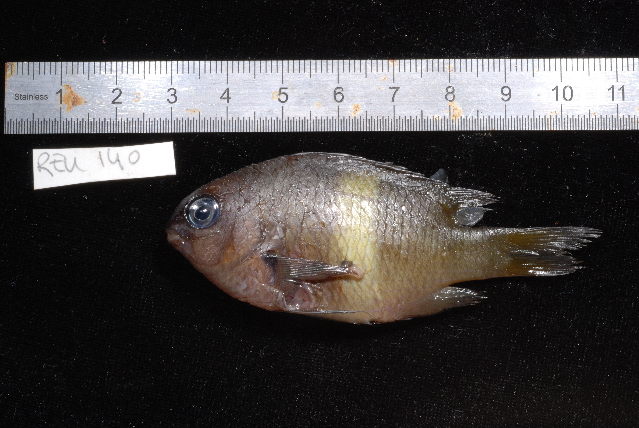
Plectroglyphidodon leucozonus
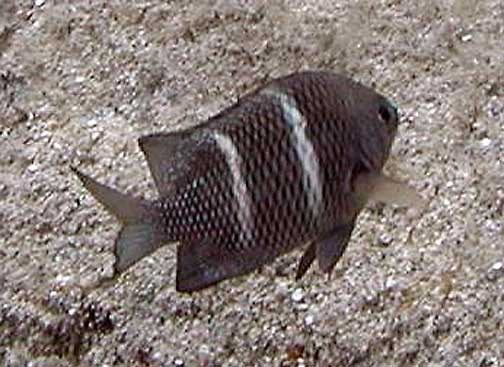
Plectroglyphidodon phoenixensis
- Plectroglyphidodon randalli
- Plectroglyphidodon sagmarius
- Plectroglyphidodon sindonis

- Plectroglyphidodon imparipennis
- Plectroglyphidodon johnstonianus
- Plectroglyphidodon lacrymatus
- Plectroglyphidodon leucozonus
- Plectroglyphidodon phoenixensis
- Plectroglyphidodon randalli
- Plectroglyphidodon sindonis